# Алентон (Висконсин)
Алентон (енгл. Allenton) насељено је место без административног статуса у америчкој савезној држави Висконсин.

## Демографија
По попису из 2010. године број становника је 823.
| Група             | 2000.    | 2010.       |
| Белци             | 0 (0,0%) | 791 (96,1%) |
| Афроамериканци    | 0 (0,0%) | 2 (0,2%)    |
| Азијати           | 0 (0,0%) | 3 (0,4%)    |
| Хиспаноамериканци | 0 (0,0%) | 22 (2,7%)   |
| Укупно            | 0        | 823         |